# Condom

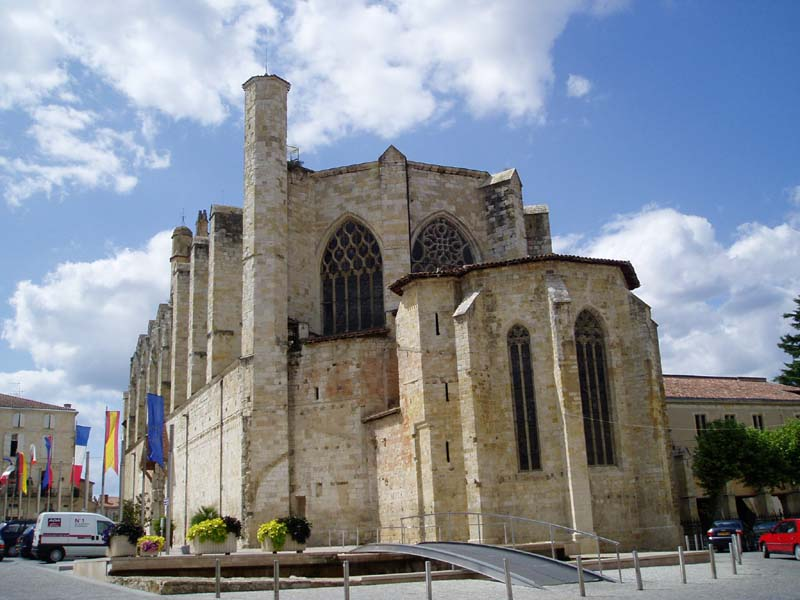
Katedralen Saint-Pierre

Condom är en fransk kommun i departementet Gers, i vilket den är sous-préfecture. År 2022 hade Condom 6 454 invånare.

## Ortsnamnet
Förutom namnets koppling till engelskans ord för kondom (condom) kan det vara intressant att notera att staden ligger vid floden Baïse, som utan trema är ett vulgärt ord för samlag på franska. Kondom på franska heter dock préservatif.
Orten är därför ett populärt mål för vägskyltsamlare.

## Befolkningsutveckling
Antalet invånare i kommunen Condom
Referens:INSEE